# Philip W. Buchen

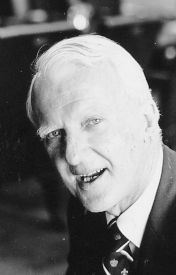
Philip W. Buchen (1974)

Philip William Buchen (* 17. Februar 1916 in Sheboygan, Wisconsin; † 21. Mai 2001 in Washington, D.C.) war ein US-amerikanischer Jurist, der unter anderem von 1974 bis 1977 Rechtsberater des Weißen Hauses (White House Counsel) während der Amtszeit von US-Präsident Gerald Ford war, mit dem er zwischen 1941 und 1942 als Rechtsanwalt eine gemeinsame Anwaltskanzlei in Grand Rapids führte.

## Leben
Philip William Buchen, dessen Vater Gustave W. Buchen zwischen 1942 und 1951 Mitglied im Senat von Wisconsin war, begann nach dem Besuch der High School in seiner Geburtsstadt Sheboygan 1935 ein grundständiges Studium an der University of Michigan, welches er 1939 mit einem Bachelor of Arts (BA) beendete. Ein darauf folgendes Studium der Rechtswissenschaften an der University of Michigan schloss er 1941 mit einem Juris Doctor (J.D.) ab. Im Anschluss eröffnete er nach seiner Zulassung als Rechtsanwalt im Bundesstaat Michigan (State Bar of Michigan) 1941 mit seinem Kommilitonen und späteren US-Präsidenten Gerald Ford eine gemeinsame Anwaltskanzlei in Grand Rapids. 1943 wechselte er als Partner in die Anwaltskanzlei Butterfield, Keeney & Amberg für die er bis 1947 tätig war. Im Anschluss war er zwischen 1948 und 1961 Partner der Anwaltskanzlei Amberg, Law & Buchen sowie von 1961 bis 1967 Vizepräsident der Grand Valley State University (GVSU) in Allendale. Daneben war er in der Privatwirtschaft tätig und zwischen 1962 und 1974 Vorstandsmitglied (Board of Directors) der Old Kent Financial Corporation sowie von 1963 bis 1974 auch der Rospatch Corporation, zwei in Grand Rapids ansässige Unternehmen. Er war zwischen 1967 und 1974 Partner der Anwaltskanzlei Buchen, Weathers, Richardson & Dutcher sowie des Weiteren von 1969 bis 1974 Vorstandsmitglied des in Washington, D.C. ansässigen Telekommunikationsunternehmens COMSAT Corporation.

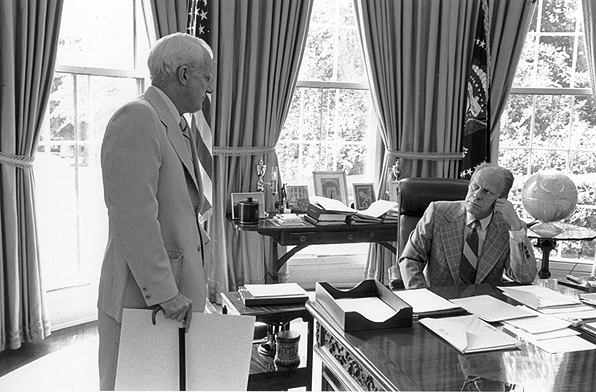
Buchen mit US-Präsident Gerald Ford im Oval Office (1975).

Buchen wurde nach dem Amtsantritt von Gerald Ford als US-Präsident am 9. August 1974 als Nachfolger von Leonard Garment neuer Rechtsberater des Weißen Hauses (White House Counsel). Er bekleidete dieses Amt bis zu dessen Rücktritt am 19. September 1975 gemeinsam mit William E. Casselman. Daraufhin wurde er am 1. Oktober 1975 alleiniger Rechtsberater des Weißen Hauses. Er hatte dieses Amt bis zum Ende von Fords Amtszeit am 20. Januar 1977 inne.
Als solcher nahm er an zahlreichen Anhörungen im US-Repräsentantenhaus und US-Senat teil.
1977 wurde er von US-Präsident Jimmy Carter zum Mitglied der Kommission für schöne Künste (US Commission of Fine Arts) berufen, eine 1910 gegründete Kommission zur Prüfung von „Design und Ästhetik“ aller Bauwerke in Washington, D.C., und gehörte dieser bis 1981 an. Zugleich war er zwischen 1977 und 1995 Partner der in New York City ansässigen Anwaltskanzlei Dewey Ballantine sowie von 1977 und seinem Tode 2001 abermals Vorstandsmitglied der Old Kent Financial Corporation. Darüber hinaus war er zwischen 1977 und seinem Tode 2001 Trustee der Gerald R. Ford Foundation.
Philip W. Buchen, der an Poliomyelitis litt, starb an den Folgen einer Lungenentzündung. Nach der Scheidung von seiner ersten Frau war er von 1947 bis zu seinem Tode am 21. Mai 2001 mit Beatrice „Bunny“ Loomis verheiratet. Aus dieser Ehe gingen der Sohn Roderick Buchen und die Tochter Victoria Aler hervor.

## Hintergrundliteratur
- Mark J. Rozell: Executive Privilege. Presidential Power, Secrecy, and Accountability, 2010, ISBN 978-0-7006-1713-5, S. 75 u. a. (Onlineversion (Auszug))
- Andrew Downer Crain: The Ford Presidency. A History, 2009, ISBN 978-0-7864-5299-6 (Onlineversion (Auszug))